# 白呂奇訥河 (黑呂奇訥河支流)
46°37′08″N 8°02′10″E / 46.61897°N 8.03621°E

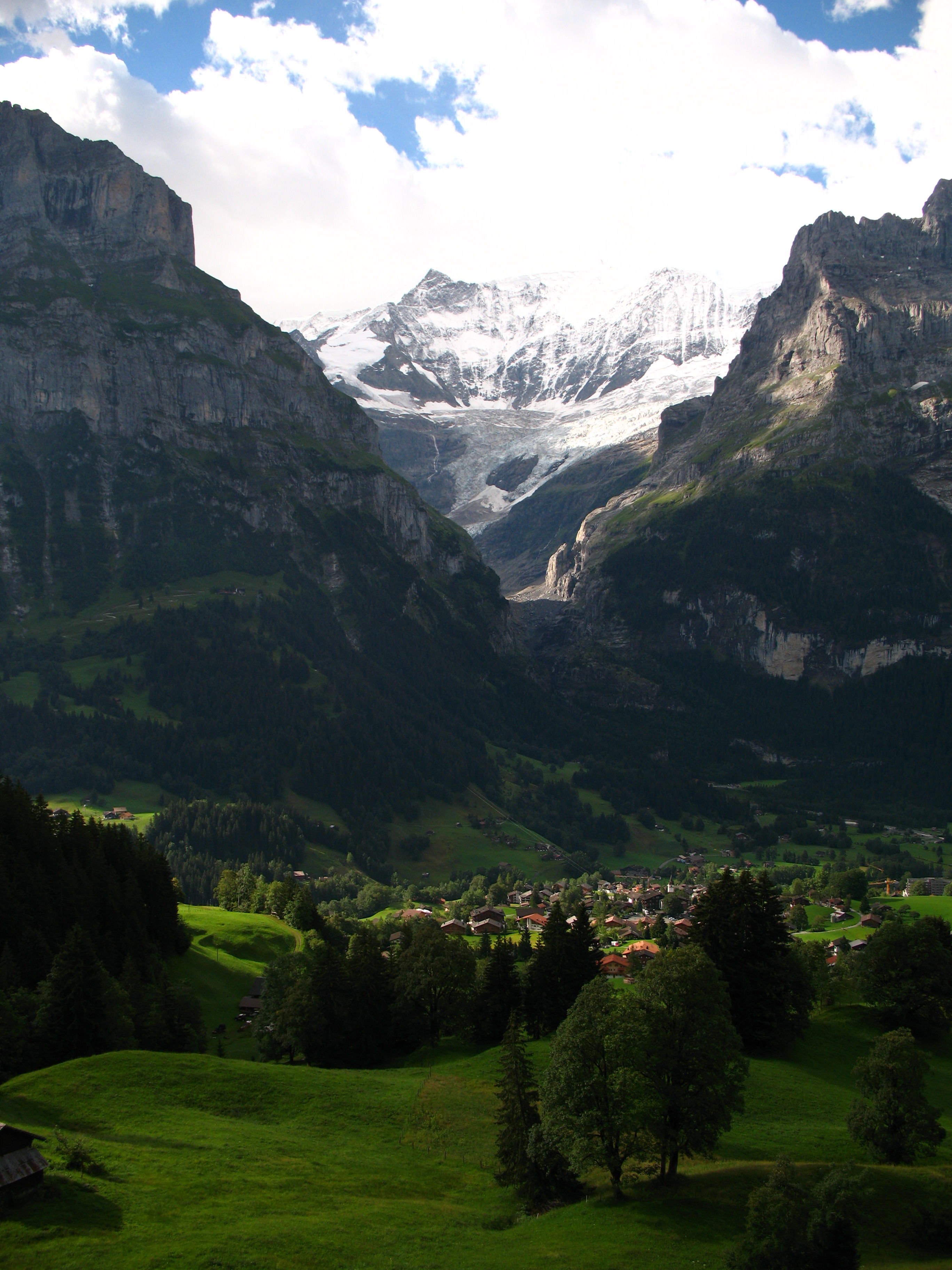

白呂奇訥河是瑞士的河流，位於該國中西部，流經伯恩州，屬於黑呂奇訥河的支流，流域面積45平方公里，河口處在格林德瓦附近。